# Pavel Pechanec
Pavel Pechanec (ur. 6 marca 1971 w Litomyšlu) – czeski duchowny protestancki, od 2013 biskup kralovohradeckiej diecezji Czechosłowackiego Kościoła Husyckiego.

## Życiorys
Ukończył liceum w Ołomuńcu i po maturze zaczął pracę jako drukarz. Do Czechosłowackiego Kościoła Husyckiego wstąpił w 1990 roku, rozpoczął też później studia teologiczne na Uniwersytecie Karola. Wkrótce potem przeniósł się z rodziną do miasta Česká Třebová, gdzie w 1993 roku otrzymał święcenia diakonatu. Od 1993 roku służył we wspólnocie w miejscowości Český Dub, gdzie był aktywny także jako radny miejski, amatorski aktor i scenarzysta.
W 2013 roku został wybrany na biskupa kralovohradeckiej diecezji Czechosłowackiego Kościoła Husyckiego.

## Życie prywatne
Ma żonę Janę i dwie córki – Sarę i Eliškę.

## Publikacje
- Pohyby duše. Královéhradecká diecéze Církve československé husitské, 2020. ISBN 978-80-907315-1-6. Brak numerów stron w książce
- Nový žaltář. Královéhradecká diecéze Církve československé husitské, 2020. ISBN 978-80-907315-2-3. Brak numerów stron w książce
- Všechno má svůj čas. Královéhradecká diecéze Církve československé husitské, 2020. ISBN 978-80-907315-3-0. Brak numerów stron w książce